# Vladyslava Alexiva
Vladyslava Alexiva (en ucraniano: Владислава Алексіїва; 29 de mayo de 2001) es una deportista ucraniana que compite en natación sincronizada.
Participó en dos Juegos Olímpicos de Verano en los años 2020 y 2024, obteniendo una medalla de bronce en Tokio 2020 en la prueba de equipo. En los Juegos Europeos de Cracovia 2023 consiguió dos medallas de plata.
Ganó trece medallas en el Campeonato Mundial de Natación entre los años 2017 y 2024, y doce medallas en el Campeonato Europeo de Natación entre los años 2018 y 2022.

## Palmarés internacional
| Juegos Olímpicos   | Juegos Olímpicos        | Juegos Olímpicos  | Juegos Olímpicos  |
| Año                | Lugar                   | Medalla           | Prueba            |
| ------------------ | ----------------------- | ----------------- | ----------------- |
| 2020               | Tokio (Japón)           | Medalla de bronce | Equipo            |
| Campeonato Mundial |                         |                   |                   |
| Año                | Lugar                   | Medalla           | Prueba            |
| 2017               | Budapest (Hungría)      | Medalla de plata  | Combinación libre |
| 2017               | Budapest (Hungría)      | Medalla de bronce | Equipo libre      |
| 2019               | Gwangju (Corea del Sur) | Medalla de oro    | Rutina especial   |
| 2019               | Gwangju (Corea del Sur) | Medalla de bronce | Equipo técnico    |
| 2019               | Gwangju (Corea del Sur) | Medalla de bronce | Equipo libre      |
| 2019               | Gwangju (Corea del Sur) | Medalla de bronce | Combinación libre |
| 2022               | Budapest (Hungría)      | Medalla de oro    | Combinación libre |
| 2022               | Budapest (Hungría)      | Medalla de oro    | Rutina especial   |
| 2022               | Budapest (Hungría)      | Medalla de plata  | Dúo técnico       |
| 2022               | Budapest (Hungría)      | Medalla de plata  | Dúo libre         |
| 2022               | Budapest (Hungría)      | Medalla de plata  | Equipo libre      |
| 2023               | Fukuoka (Japón)         | Medalla de bronce | Equipo libre      |
| 2024               | Doha (Catar)            | Medalla de plata  | Rutina acrobática |
| Juegos Europeos    |                         |                   |                   |
| Año                | Lugar                   | Medalla           | Prueba            |
| 2023               | Oświęcim (Polonia)      | Medalla de plata  | Dúo libre         |
| 2023               | Oświęcim (Polonia)      | Medalla de plata  | Rutina acrobática |
| Campeonato Europeo |                         |                   |                   |
| Año                | Lugar                   | Medalla           | Prueba            |
| 2018               | Glasgow (Reino Unido)   | Medalla de oro    | Combinación libre |
| 2018               | Glasgow (Reino Unido)   | Medalla de plata  | Equipo técnico    |
| 2021               | Budapest (Hungría)      | Medalla de oro    | Equipo libre      |
| 2021               | Budapest (Hungría)      | Medalla de oro    | Combinación libre |
| 2021               | Budapest (Hungría)      | Medalla de oro    | Rutina especial   |
| 2021               | Budapest (Hungría)      | Medalla de plata  | Equipo técnico    |
| 2022               | Roma (Italia)           | Medalla de oro    | Dúo técnico       |
| 2022               | Roma (Italia)           | Medalla de oro    | Dúo libre         |
| 2022               | Roma (Italia)           | Medalla de oro    | Equipo técnico    |
| 2022               | Roma (Italia)           | Medalla de oro    | Equipo libre      |
| 2022               | Roma (Italia)           | Medalla de oro    | Combinación libre |
| 2022               | Roma (Italia)           | Medalla de oro    | Rutina especial   |